# Beiersdorf
Beiersdorf é uma empresa multinacional alemã fundada em 1882 e sediada em Hamburgo, que se dedica à fabricação de produtos de cuidado pessoal. 

## Disputa de ações
Em 2003, uma guerra de ofertas de 2 anos terminou. A empresa norte-americana Procter & Gamble (P&G) havia tentado comprar a concorrente Beiersdorf e propôs um acordo de aquisição à Allianz seguros, que, em seguida, manteve 19,6% das ações da empresa. Temendo que a P&G estivesse interessada apenas nas marcas da Beiersdorf e não na empresa como um todo, muitos em Hamburgo preferiram manter a propriedade local. A cidade de Hamburgo e sua companhia estatal HGV criaram uma solução. A família Herz, proprietária da empresa alemã Tchibo, que tinha uma participação na Beiersdorf, aumentaram suas ações para 49,9%. Allianz ainda detinha 3,6%; a Beiersdorf AG comprou 7,4% das ações, dos quais 3% foram dadas ao fundo de pensão da empresa. Outro acionista, uma família privada, manteve a sua parte. Esta aliança pública-privada garantiu que a sede da Beiersdorf permanecesse em Hamburgo e continuaria a fornecer centenas de postos de trabalho, enquanto pagaria os impostos de cerca de 200 milhões de euros anuais. Em junho de 2009 Allianz reduziu suas participações de 7.2 para 2.88 por cento.

## Produtos
Entre as marcas que comercializa encontram-se:
- 8x4
- Atrix
- Basis
- Duo
- Elastoplast
- Eucerin
- Florena
- Hansaplast
- Labello Lipcare (também chamado 'Liposan')
- La Prairie
- Marlies Möller
- Nivea
- SBT (abreviatura de 'Skin Biology Therapy')
- Slek